# Trouble (EXID)
Trouble è il secondo album in studio del gruppo musicale sudcoreano EXID, pubblicato il 3 aprile 2019.
Il disco contiene versioni giapponesi di alcune hit del gruppo.

## Tracce
1. The Beauty is Guilty!? – 3:12
2. Hot Pink (Japanese version) – 3:24
3. Trouble – 4:05
4. Every Night (Japanese version) – 3:54
5. Without U (Japanese version) – 3:34
6. Cookie & Cream – 3:55
7. Up & Down (Japanese version) – 3:14
8. Too Good to me (Japanese version) – 3:29
9. Vaporize Yourself! – 3:33
10. Memories – 4:09
11. I Love You (Japanese version) – 3:14

## Classifiche
| Classifica (2019) | Posizione massima |
| ----------------- | ----------------- |
| Giappone          | 13                |